# 星野彼方
星野 彼方（ほしの かなた、男性、1986年12月16日 - ）は、日本の小説家（ライトノベル作家）、漫画原作者、編集者、脚本家、シナリオディレクター。

## 来歴
愛媛県出身。愛媛県立松山東高等学校、愛媛大学法文学部を卒業。
第2回ノベルジャパン大賞（ホビージャパン主催、2007年開催）にて、19歳で執筆した「超常現象交渉人」が特別賞を受賞し、同作を改題し改稿を加えた『クロス・リンク～残響少女』でHJ文庫よりライトノベル作家デビュー。その後、2作目となるHJ文庫『魔天世界＜テンペスタス＞の聖銃使い』を刊行した。
当初は、地方テレビ局「愛媛朝日テレビ」におけるカメラアシスタントや、ゲームメディア「インサイド」での仕事などを兼業していたが、専業化してシナリオ制作会社「Re,AER（レ・アエル）」に所属。漫画『ブラッドハウンド』の原作を手掛けた他、シナリオディレクターとしてゲームシナリオやVTuber事業に携わるなど、幅広い分野で活動している。
雑誌『VTuberスタイル』のメインライターを創刊号から務め、にじさんじやホロライブといった大手事務所のインタビューや、現地取材、企画ものの記事などを担当している。全国テレビ朝日系列「musicるTV」にコメンテーターとして出演した。
VTuber関連の主たる実績として、ディレクター業務、ストーリー動画・ボイスドラマ・ASMRシチュエーションボイスの台本制作、生配信・バラエティ動画の企画構成、音楽ライブイベントの世界観演出、オリジナル楽曲の作詞、などがある。なお、VTuberに関する案件には実績公開不可のものが多い。
魔法議論ミステリゲーム『魔法少女ノ魔女裁判』で知られる、クリエイティブブランド「Acacia（アカシア）」に所属している。

## 主な作品[3][4]

### 小説
- クロス・リンク～残響少女（HJ文庫、イラスト：ぺたんこさいど、単巻）
- 魔天世界＜テンペスタス＞の聖銃使い（HJ文庫、イラスト：日向あずり、単巻）

### コミック
- ブラッドハウンド（KTcomic、作画：東江タツ、全9巻） - 原作

### ゲーム
- 魔法少女ノ魔女裁判（Acacia） - 設定協力
- 冬園サクリフィス（オトメイト） - 一部 シナリオ
- SympathyKiss（オトメイト） - 一部ルート シナリオ
- ユグドラ・レゾナンス／ユグドラリバース - イベント「真夏のランデブー」「でこぼこコンビ出発！」シナリオ・一部キャラシナリオ
- 佰物語オンライン（fingger） - メインストーリー シナリオ・演出
- 廃棄神譚（黒毛屋本舗） - シナリオ・短編小説

### VTuber関連

#### ゲーム
- 夢現しろっぷ - Dreamy Syrup -（Rabbitfoot／主演：天羽しろっぷ） - シナリオ

#### ホロライブプロダクション
- YouTube動画
  - UMISEA[注釈 1] ストーリー漫画（全4話） - シナリオ・演出
  - 春先のどか「ホロ入社式」（全1話） - シナリオ

- 立体音響ボイス
  - ときのそら「未来を描く、夢へのスタートライン」 - 脚本
  - ロボ子さん「はろー、わーるど！ 月曜のロボ子、スマイル起動中！」 - 脚本

- ASMRボイス
  - 猫又おかゆ「全肯定猫の甘々マッサージ」 - 脚本
  - 白銀ノエル「ノエちゃんがぐっすり寝かしつけてくれる」 - 脚本
  - 風真いろは「照れ屋な用心棒は、がんばるキミを励ます」 - 脚本
  - AZKi「癒やしの膝枕と音をキミに」 - 脚本
  - 尾丸ポルカ「寝落ちするまで幼馴染とゆるふわ作業」 - 脚本
  - 鷹嶺ルイ「女幹部の、ささやき添い寝」 - 脚本
  - 雪花ラミィ「早起き同棲彼女と甘々♡時間」 - 脚本
  - ラプラス・ダークネス「ダウナー系総帥と過ごすとある一日」 - 脚本
  - 春先のどか「後輩ちゃんと雨夜のひととき」 - 脚本
  - ロボ子さん「おねだり彼女と、布団の中でまったり夜ふかし」 - 脚本
  - 夏色まつり「眠れない夜に甘くとろける膝枕」 - 脚本
  - 百鬼あやめ「寝る前にもうちょっとだけお喋りしよ？」 - 脚本
  - 桃鈴ねね「キミと二度寝☆布団にもぐりこんじゃうぞ」 - 脚本
  - 赤井はあと「どちらがお好き？♡」 - 脚本
  - 一条莉々華「ふたりっきりのヒミツの時間」 - 脚本
  - こぼ・かなえる「幼馴染のドキドキ膝枕」 - 脚本
  - 兎田ぺこら「うさぎ喫茶で癒しの午後」 - 脚本
  - 角巻わため「ふわふわ羊の寝かしつけ」 - 脚本
  - アイラニ・イオフィフティーン「キミが最初のお客さま～今日から耳マッサージ店で働きます～」 - 脚本
  - 火威青「王子様の執着が止まらない」 - 脚本
  - さくらみこ「JKみこちと雨宿り」 - 脚本
  - パヴォリア・レイネ「世話焼きお姉さんのシャンプーはいかが？」 - 脚本
  - 儒烏風亭らでん「お前を壺にしてやろうか？」 - 脚本
- シチュエーションボイス／長尺ボイスドラマ
  - 角巻わため「桜舞う道、幼馴染と新学期」 - 脚本
  - hololive Islandボイス ～side ホロライブ～（シチュエーションボイス） - シナリオ全体監修・一部 脚本
  - hololive Islandボイス ～side ホロライブ～（ボイスドラマ4種） - 脚本
  - hololive Islandボイス ～side ホロスターズ～（シチュエーションボイス） - シナリオ全体監修
  - hololive Islandボイス ～side ホロスターズ～（ボイスドラマ2種） - 脚本
  - ホロライブ ジューンブライドボイス2025 - シナリオ全体監修・一部 脚本
  - ホロライブ デレの極ボイス - シナリオ全体監修・一部 脚本
  - ホロライブ 運動会ボイス - シナリオ全体監修・一部 脚本
  - ホロライブ スターティングボイス - シナリオ全体監修・一部 脚本

#### ボイス
- 結城さくな バレンタインボイス2025 - 脚本
- 3’dPLAYce バレンタインボイス2025（尾手またび・三軒しらべ・遊火ナヴィア） - 脚本
- 儚依るびぃ「ヤンデレるびぃに監禁拘束されて溺愛洗脳されちゃうシチュエーションボイス」（FIRST STAGE PRODUCTION） - 脚本
- A.I.VOICE Junior 来果 特別ストーリーボイスCD（柚子花） - 脚本

#### 雑誌
- VTuberスタイル - メインライター：企画・取材・執筆・編集協力

#### ライブイベント
- VTuBandFest[注釈 2] - 世界観・シナリオ・演出

#### 楽曲
- 朝と夜が溶け合う世界 feat. 綴せかい（重 - kasane -） - 作詞
- 明日へと繋がる揺籃歌 feat. 綴せかい（重 - kasane -） - 作詞
- ト或世界より種蒔く咏 feat. 綴せかい（重 - kasane -） - 作詞
- Sweet dreams feat. 88.nia（重 - kasane -） - 作詞（Highkara Soundとの共作）

#### YouTube動画
- ごじゃのんメモリアル（野宮のん） - シナリオ・演出
- 果てのヒガン、渡りの歌 -Always in my Ocean-（ふかひれWORKS） - 世界観・シナリオ・演出

### その他

#### YouTube動画
- アリアのカオス理論（ビビッドアーミー） - 数話 シナリオ
- アオハル教室（秋山塾） - 数話 シナリオ

#### ゲーム小説
- キミトココロの物語～バーチャルiTuberの日常～（TapNovel、泡沫彷徨 名義） - シナリオ

#### アプリ
- Trait Guide（Delphi） - 数話 シナリオ

#### コラム
- 瀬戸口廉也を語る／ヒラヒラヒヒル特別企画（ANIPLEX.EXE） - 寄稿

#### メディア出演
- musicるTV #539（全国テレビ朝日系列、2022年10月31日） - コメンテーター[2]